# Maya Kingma
Maya Kingma (Breda, 8 september 1995) is een triatlete en wielrenster uit Nederland. 

## Biografie

### Jeugd
Kingma begon met openwaterzwemmen voordat ze overstapte naar de triatlon. In 2013 ging ze op 17-jarige leeftijd naar het Nationaal Triatlon Trainingscentrum (NTC) in Sittard. Jaren later werd pas bekend dat hier een sociaal onveilige "topsport"cultuur heerste, waar afvallen te veel werd benadrukt, blessures veronachtzaamd en studeren werd tegengewerkt. Eind 2016 besloot Kingma het NTC 'te ontvluchten' en zoveel mogelijk links te laten liggen. Ze trok haar eigen plan en ging samenwerken met trainer Louis Delahaije, die ook wielrensters Annemiek van Vleuten en Marianne Vos begeleidde.

### 2021
In juni won Kingma haar eerste wedstrijd in de World Triathlon Championships Series in Leeds, nadat ze een maand eerder al een podiumplek wist te behalen in Yokohama. In juli won ze het Nederlands kampioenschap Olympische afstand en ging ze als leidster in de wereldranglijst naar de Spelen. In het wereldkampioenschap eindigde ze uiteindelijk als vierde.
Op de Olympische Zomerspelen van Tokio deed ze zowel individueel als met de estafetteploeg mee. Samen met Marco van der Stel, Rachel Klamer en Jorik van Egdom eindigde ze op de vierde plek op de gemengde estafette. Individueel eindigde ze als elfde.

### 2023
In mei 2023 kwalificeerde ze zich voor de Olympische Zomerspelen in Parijs 2024.

## Resultaten Wereldkampioenschappen triatlon
| Jaar | 1  | 2  | 3  | 4  | 5 | 6 | 7  | 8  | 9  | Rang | Punten |
| ---- | -- | -- | -- | -- | - | - | -- | -- | -- | ---- | ------ |
| 2021 | 3  | 1  | 11 | -  | 6 |   |    |    |    | 4    | 3161   |
| 2022 | -  | -  | 5  | 18 | - | 7 | 9  | 6  | 12 | 9    | 3102   |
| 2023 | -  | 6  | 23 | -  | - | - | 48 | 29 |    | 40   | 1024   |
| 2024 | 47 | 24 | 13 | 7  | - | - |    |    |    | 29   | 1087   |

## Wielrennen
Eind juni 2025 stapte Kingma over naar het wielrennen. Ze tekende een contract met wielerploeg EF Education-Oatly, waarvoor ze op 6 juli zou starten in de Ronde van Italië voor vrouwen. In de eerste etappe finishte ze als 106 en een dag later als 116e. De derde etappe verscheen Kingma niet meer aan de start.

### Resultaten in voornaamste wedstrijden
| Jaar | Ronde van Italië | Ronde van Frankrijk | Ronde van Spanje |
| ---- | ---------------- | ------------------- | ---------------- |
| 2025 | opgave           |                     |                  |

### Ploegen
- 2025 –  EF-Oatly-Cannondale (vanaf 27 juni)

Armitage (tot 1/4) · Berton · Borghesi · Cadzow · Christie · Emond · Ewers · Faulkner   · Henttala · Jackson · Kerbaol · Kessler · Kingma (vanaf 27/6) · Knaven · Roy · Rüegg · Vallieres · Volstad · van der Wolf